# Franco Herrera
Franco Javier Herrera (Bandera, 19 settembre 2003) è un calciatore argentino, portiere dell'  Arsenal Sarandí.

## Carriera

### Club
Herrera è cresciuto nel settore giovanile del Newell's Old Boys. Ha esordito in prima squadra il 16 aprile 2022 mantenendo la porta inviolata contro il Patronato in Copa de la Superliga. Il 16 luglio ha debuttato anche in Primera División contro il Racing Club.
Nel febbraio 2023 è stato prestato al Barracas Central.

### Nazionale
Ha giocato nella nazional argentina Under-16.
Nel gennaio del 2023 è stato incluso da Javier Mascherano nella rosa della nazionale Under-20 argentina partecipante al campionato sudamericano di categoria in Colombia.

## Statistiche

### Presenze e reti nei club
Statistiche aggiornate al 24 giugno 2023.
| Stagione        | Squadra           | Campionato      | Campionato | Campionato | Coppe nazionali | Coppe nazionali | Coppe nazionali | Coppe continentali | Coppe continentali | Coppe continentali | Altre coppe | Altre coppe | Altre coppe | Totale | Totale |
| Stagione        | Squadra           | Comp            | Pres       | Reti       | Comp            | Pres            | Reti            | Comp               | Pres               | Reti               | Comp        | Pres        | Reti        | Pres   | Reti   |
| --------------- | ----------------- | --------------- | ---------- | ---------- | --------------- | --------------- | --------------- | ------------------ | ------------------ | ------------------ | ----------- | ----------- | ----------- | ------ | ------ |
| 2022            | Newell's Old Boys | PD              | 4          | -5         | CA+CdL          | 1+1             | -2 ; 0          | CS                 | 0                  | 0                  | -           | -           | -           | 6      | -7     |
| 2023            | Barracas Central  | PD              | 0          | 0          | CA+CdL          | 0               | 0               |                    | -                  | -                  | -           | -           | -           | 0      | 0      |
| Totale carriera | Totale carriera   | Totale carriera | 4          | -5         |                 | 2               | -2              |                    | 0                  | 0                  |             | -           | -           | 6      | -7     |